# Teimour Radjabov
Teimour Radjabov, còn viết là Teymur Rajabov (tiếng Azerbaijani: Teymur Rəcəbov; sinh 12 tháng 3 năm 1987 tại Baku, Cộng hòa Xã hội chủ nghĩa Xô viết Azerbaijan, Liên Xô), là vận động viên cờ vua hàng đầu của Azerbaijan. Trong bảng xếp hạng mới nhất của FIDE, Radjabov là kì thủ số 1 Azerbaijan. Anh đạt được danh hiệu đại kiện tướng vào tháng 3 năm 2001, khi mới 14 tuổi, là đại kiện tướng trẻ thứ hai trong lịch sử tại thời điểm đó.. Phong cách thi đấu của Radjabov theo xu hướng tấn công và có tư duy chiến thuật tốt

## Radjabov và Kasparov
Tên của Radjabov gợi nhớ đến tên của cựu vô địch thế giới Garry Kasparov. Cả hai cùng sinh ra ở Baku, Azerbaijan và đều có cha là người Do Thái. Radjabov là một trong số ít kì thủ có thành tích tốt hơn khi đối đầu với Kasparov ở nội dung cờ tiêu chuẩn (1 thắng 3 hoà 0 thua). (Kasparov thắng được Radjabov một ván cờ nhanh).
Tại Giải cờ vua Linares 2003, Radjabov, khi đó mới 15 tuổi, đã nổi tiếng khi cầm quân đen đánh bại Kasparov với một chiến thuật táo bạo khi sử dụng Phòng thủ Pháp, trở thành kì thủ trẻ nhất đánh bại tay cờ số 1 thế giới ở giải đấu này. Ván đấu này sau đó được bình chọn là ván đấu hay nhất giải, cũng gây ra một sự giận dữ từ Kasparov.
Radjabov trở thành kì thủ đầu tiên sinh sau khi Kasparov trở thành Vô địch cờ vua thế giới (năm 1985) đánh bại được ông. Có thông tin cho rằng Radjabov là kì thủ trẻ nhất trong lịch sử đánh bại đương kim số 1 thế giới trong một giải đấu cờ tiêu chuẩn. 

## Sự nghiệp thi đấu
Radjabov là kì thủ trẻ nhất từ trước đến nay có tên trong danh sách 100 kì thủ hàng đầu thế giới. Điểm Elo của anh là 2599, hạng 93 thế giới vào tháng 1 năm 2002 khi anh mới có 14 tuổi.
Năm 2003, Radjabov đánh bại Viswanathan Anand và Ruslan Ponomariov khi cầm quân đen. Anh có thể là kì thủ đầu tiên đánh bại 3 nhà vô địch thế giới của FIDE khi cầm đen trong cùng năm. 
Radjabov vào đến bán kết (nhận huy chương đồng) tại Giải vô địch cờ vua thế giới FIDE 2004.
Tháng 2 năm 2006, Teimour đánh bại nhà vô địch thế giới của FIDE Veselin Topalov khi đi sau tại giải đấu dành cho các siêu đại kiện tướng tổ chức tại Morelia (México) và Linares (Tây Ban Nha)  và sau đó giành hạng nhì tại giải đấu này .
Radjabov đại diện cho Azerbaijan tham dự Olympiad cờ vua lần thứ 37 vào tháng 5 và 6 năm 2006, chơi ở bàn 1 .
Trong một cuộc phỏng vấn vào tháng 10 năm 2006, Radjabov phát biểu rằng anh muốn thách đấu người thắng trong cặp đấu hợp nhất danh hiệu vô địch thế giới Topalov-Kramnik unification match to a World Championship match under the rules of FIDE.
Tháng 11 năm 2006, Radjabov vô địch giải đấu Cap d'Agde, giành vị trí thứ hai từ đấu vòng tròn, sau đó hạ Sergey Karjakin ở trận chung kết.
Ngày 3 tháng 12 năm 2006, trong festival Sáng tạo  ở Florence (Tuscany, Ý), Radjabov đã thi đấu với Deep Junior, chương trình chơi cờ vô địch thế giới lúc đó. Deep Junior đã thắng trận này.
Tháng 1 năm 2007, Radjabov đồng hạng nhất giải cờ mạnh Corus (nhóm 19) cùng với Veselin Topalov và Levon Aronian.
Radjabov cũng được mời tham dự giải Morelia/Linares 2007, nhưng do hành lý bị mất trộm ở Mexico, anh phải bỏ cuộc. Vassily Ivanchuk thế chỗ của anh ở giải này.
Khi được phỏng vấn về cảm nhận với đội cờ Armenia, Radjabov đã trả lời "..kẻ thù luôn là kẻ thù. Chúng tôi đều căm ghét họ." Sau đó anh đã chữa lại bằng lời giải thích khi trả lời phỏng vấn đôi lúc ở trạng thái không bình thường. Ngày 14 tháng 11 năm 2007, trong bài phát biểu ở hội nghị FIDE tại Thổ Nhĩ Kỳ, chủ tịch FIDE Kirsan Ilyumzhinov lên án lời lẽ của Radjabov là "không chấp nhận được"..
Tháng 10 năm 2009, anh dẫn đầu đội cờ vua Azerbaijan giành chức vô địch tại Giải vô địch cờ vua đồng đội châu Âu tại Novi Sad.
Thành tích tại Cúp cờ vua thế giới
| Năm                 | 2005 | 2007 | 2009 | 2011 | 2013 | 2015 |
| ------------------- | ---- | ---- | ---- | ---- | ---- | ---- |
| Cúp cờ vua thế giới | V3   | V2   | V2   | TK   | V3   | V3   |

## Một số danh hiệu tiêu biểu

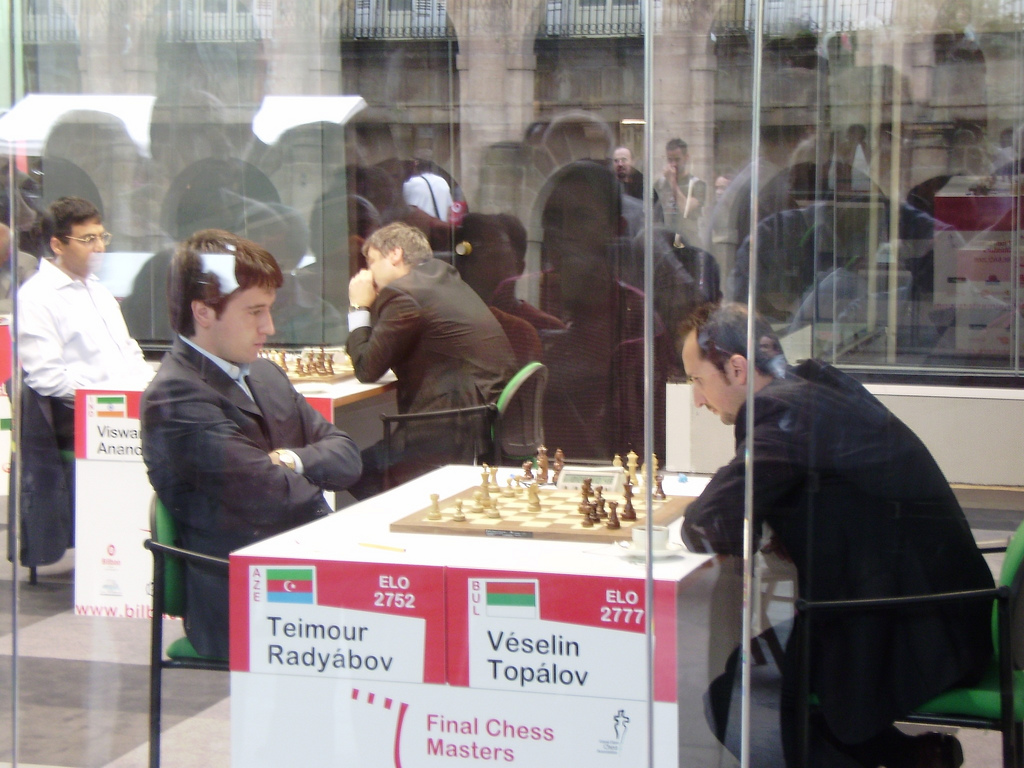
Rajabov đánh với Veselin Topalov tại Bilbao, 2008

- Vô địch Cúp Kasparov Moskva 1998 7,5 điểm /9 trận
- Vô địch giải Budapest 2000 9/11
- Vô địch giải Dos Hermanas 2005 5,5/9
- Đồng vô địch Wijk aan Zee 2007 8,5/11
- Vô địch giải Odessa 2008
- Đồng vô địch Grand Prix Elista 2008 7,5/12

## Hoạt động xã hội
Tháng 5 năm 2007 Radjabov được bổ nhiệm làm đại sứ thiện chí của UNICEF ở Azerbaijan. Đại diện UNICEF ở Azerbaijan phát biểu rằng họ hài lòng khi có Radjabov trong việc nâng cao đời sống của trẻ em và thanh niên ở Azerbaijan.